# Pilot Talk II
Pilot Talk II è il quarto album del rapper statunitense Curren$y, pubblicato nel 2010 dall'etichetta di Damon Dash DD172.
L'album è prodotto principalmente da Ski Beatz.
| Recensione | Giudizio |
| ---------- | -------- |
| AllMusic   | [ 1 ]    |
| URB        | [ 2 ]    |
| Pitchfork  | [ 3 ]    |

## Tracce
Musiche di Basso: Brady Watt (tracce 1-3, 5-9, 11 e 13), Jean Lephare (tracce 4 e 10). Tastiere: Jean Lephare (tracce 4 e 10), Basil Wajdowicz (traccia 5), Corey Bernhard (traccia 6). Chitarra: John Cave (tracce 2-3, 5-6, 8-9, 11 e 13). Batteria: Dara Jones (tracce 1, 3, 6, 8). Tromba: Omar Little (traccia 11). Trombone: Alex Asher (tracce 3). Sassofono: Nick Videen (tracce 3), Lance Ellis (traccia 4). Drum machine: Deelow (tracce 4 e 10). Violino: Yeji Cha (traccia 6). Sousafono: Nadav Nirenberg (traccia 11)..
1. Airborne Aquarium – 2:51 (musica: Ski Beatz, The Senseis)
2. Michael Knight – 2:54 (musica: Ski Beatz, The Senseis)
3. Montreux – 2:03 (musica: Ski Beatz, The Senseis)
4. Famous – 3:21 (musica: Monsta Beatz)
5. Flight Briefing (featuring Young Roddy & Trademark Da Skydiver) – 4:20 (musica: Ski Beatz, The Senseis)
6. A Gee – 2:52 (musica: Ski Beatz, The Senseis)
7. Real Estates (featuring Dom Kennedy) – 3:29 (musica: Ski Beatz, The Senseis)
8. Silence (featuring McKenzie Eddy) – 3:01 (musica: Ski Beatz, The Senseis)
9. Hold On (featuring Young Roddy & Trademark Da Skydiver) – 4:05 (musica: Nesby Phips)
10. Fashionably Late (featuring Dee Low) – 3:10 (musica: Monsta Beatz)
11. Highed Up – 2:05 (musica: Ski Beatz, The Senseis)
12. O.G...(The Jar) (featuring Fiend) – 2:36 (musica: Drupey)
13. Michael Knight (Remix) (featuring Raekwon) – 3:44 (musica: Ski Beatz, The Senseis)

## Classifiche
| Classifica (2010)         | Posizione massima |
| ------------------------- | ----------------- |
| Stati Uniti               | 95                |
| US Tastemaker Albums      | 18                |
| US Top Rap Albums         | 9                 |
| US Top R&B/Hip-Hop Albums | 15                |